# Volta a Llombardia 1974
La Volta a Llombardia 1974 fou la 68a edició de la clàssica ciclista Volta a Llombardia. La cursa es va disputar el diumenge 12 d'octubre de 1974, sobre un recorregut de 266 km. El vencedor final fou el belga Roger De Vlaeminck, per davant d'Eddy Merckx i Constantino Conti.

## Classificació general
|    | Ciclista                 | Equip               | Temps      |
| -- | ------------------------ | ------------------- | ---------- |
| 1  | Roger De Vlaeminck       | Brooklyn            | 7h 07' 54" |
| 2  | Eddy Merckx              | Molteni             | m. t.      |
| 3  | Constantino Conti        | Zonca               | m. t.      |
| 4  | Giuseppe Perletto        | Sammontana          | + 02       |
| 5  | Frans Verbeeck           | Watney-Maes         | + 1'24     |
| 6  | Bernard Thévenet         | Peugeot-BP-Michelin | m. t.      |
| 7  | Francesco Moser          | Filotex             | m. t.      |
| 8  | Franco Bitossi           | Scic                | + 2'17     |
| 9  | Ole Ritter               | Filotex             | + 2'20     |
| 10 | Jean-Pierre Danguillaume | Peugeot-BP-Michelin | m. t.      |